# Jim Lovell
James Arthur Lovell Jr. ( /ˈlʌvəl/ ⓘ LUV-əl (25 tháng 3 năm 1928 – 7 tháng 8 năm 2025) là một phi hành gia, phi công hải quân (naval aviator), phi công thử nghiệm (test pilot) và kỹ sư cơ khí người Mỹ. Năm 1968, James tham gia sứ mệnh Apollo 8 với tư cách là phi công lái mô đun chỉ huy (command module pilot). Qua đó, ông cùng với Frank Borman và William Anders trở thành một trong ba phi hành gia đầu tiên bay đến và bay quanh Mặt Trăng. Năm 1970, ông tiếp tục chỉ huy sứ mệnh Apollo 13. Tàu bay vòng quanh Mặt Trăng và trở về Trái Đất an toàn dù gặp một sự cố nghiêm trọng. 